# Decorana drepanensis
Decorana drepanensis is een rechtvleugelig insect uit de familie sabelsprinkhanen (Tettigoniidae). De wetenschappelijke naam van deze soort is voor het eerst geldig gepubliceerd in 2006 door Massa, Fontana & Buzzetti.
1. ↑  (en) Decorana drepanensis op de IUCN Red List of Threatened Species.